# Ippolito Malaspina
Ippolito Malaspina est un aristocrate italien né à Fosdinovo en 1540 et mort à Malte en 1625. Chef militaire, il sert l’État pontifical ainsi que l'Ordre de Saint-Jean à Malte.

## Biographie
Ippolito est le fils de Luigia Doria et de Giuseppe Malaspina, marquis de Fosdinovo ; ce titre nobiliaire est ensuite repris par le frère d'Ippolito, Andrea.
Il se lance dans la carrière militaire, rejoint l'Ordre des chevaliers de Malte dont il devient bailli et est responsable des galères de La Religion avec le titre de grand-amiral[réf. nécessaire] avant de prendre la tête de la flotte des galères du pape, pour revenir à Malte en 1605. C'est un proche du peintre Caravage, à qui il commande en particulier le Saint Jérôme qui est toujours conservé à La Valette.